# 上库力街道
上库力街道，是中华人民共和国内蒙古自治区呼伦贝尔市额尔古纳市下辖的一个乡镇级行政单位。

## 行政区划
上库力街道下辖以下地区：
共建社区和前进村。